# Plurielles
 (juillet 2012).
Si vous disposez d'ouvrages ou d'articles de référence ou si vous connaissez des sites web de qualité traitant du thème abordé ici, merci de compléter l'article en donnant les références utiles à sa vérifiabilité et en les liant à la section « Notes et références ».
 (juillet 2012).

La revue Plurielles se présente comme une « revue culturelle et politique pour un judaïsme humaniste et laïque ». Fondée en 1993, elle est dirigée par Izio Rosenman, ancien directeur de recherche en physique au CNRS et psychothérapeute. Elle paraît une fois par an.

## Présentation
Comme le titre de la revue l'indique, Plurielles entend faire prévaloir une approche ouverte et universaliste de la culture juive. L’histoire, l’art, la littérature ou encore la sociologie y ont une part plus importante que les aspects communautaires et religieux. Les dossiers portent sur des sujets à forte résonance contemporaine qui convoquent les notions d'engagement, de frontières ou les figures du retour. La revue est publiée "sous les auspices de l'Association pour un judaïsme humaniste et laïque" (AJHL). Laïque, elle ne se présente pas comme antireligieuse.  
Non affiliée politiquement, la revue se signale par une sensibilité assez nettement de gauche. Sur la question d’Israël et du sionisme, en l'absence de positionnement officiel, une partie significative des membres de la rédaction est signataire de la pétition « Deux peuples, deux États » parrainée par le mouvement sioniste de gauche « La paix maintenant ». Izio Rosenman exprime cette position en ces termes :
« En ce qui nous concerne, nous nous rangeons sans équivoque dans le camp de la paix, aux côtés de Shalom Archav précisément. Nous regrettons qu’une partie des responsables de la communauté juive organisée, au nom d’un légitimisme traditionnel que nous refusons, ne se démarque pas de la politique d’occupation et de colonisation qui fait tant de mal à l’État d’Israël. Cependant nous ne saurions approuver non plus ces "autres voix juives" qui, par diverses pétitions, laissent à croire qu’il y aurait au sein de la communauté nationale une inﬂuence pernicieuse de l’extrême droite israélienne, véhiculant ainsi sous une autre forme, et de façon inattendue, le mythe sinistre et archaïque du complot juif. Ni la diabolisation du sionisme ni l’approbation inconditionnelle de la politique israélienne ne vont dans le sens de la paix. »
Chaque numéro (de 100 à 200 pages et plus) est constitué d’un dossier thématique substantiel, auquel s’ajoutent des contributions hors dossier, des textes littéraires ou des comptes rendus.

## Membres du comité de rédaction
Les membres du comité de rédaction en 2012 :
- Régine Azria, sociologue des religions, directrice de recherche au CNRS,
- Anny Dayan Rosenman, maître de conférences en littérature française (Paris-VII),
- Carole Ksiazenicer-Matheron, maître de conférences en littérature comparée (Paris-III),
- Martine Leibovici, maître de conférences en philosophie (Paris-VII),
- Daniel Oppenheim, psychiatre, psychanalyste,
- Hélène Oppenheim-Gluckman,  psychiatre, psychanalyste,
- Izio Rosenman, ancien directeur de recherche en physique au CNRS et psychothérapeute,
- Chantal Steinberg, maître de conférences en sciences de la communication (Paris-XIII),
- Jean-Charles Szurek, historien, directeur de recherches au CNRS,
- Nadine Vasseur, journaliste,
- Philippe Zard, maître de conférences en littérature comparée (Paris-Ouest-Nanterre).

Le poète et traducteur Jacques Burko (1933-2008) a été membre du comité de rédaction jusqu'à sa mort. 

## Contributeurs
Parmi les collaborateurs, occasionnels ou réguliers, de la revue : Michel Abitbol, Janine Altounian, Henriette Asséo, Violette Attal-Lefi, Élie Barnavi, Zygmunt Bauman, Delphine Bechtel, Denis Charbit, Alain Dieckhoff, Roland Doukhan, Guido Furci, Ilan Greilsammer, Mireille Hadas-Lebel, Rivon Krygier, Nicole Lapierre, Daniel Lindenberg, Henry Mechoulan, Henri Minczeles, Olivier Revault d’Allonnes, Haïm-Vidal Sephiha, Rita Thalmann, Philippe Velilla, Paul Zadawski, Michel Zaoui.[réf. nécessaire]

## Parutions
Numéros déjà parus : 
- N° 2 : Le cinquantenaire de la révolte du ghetto de Varsovie
- N° 3 : Le nouveau dialogue judéo-arabe
- N° 4 : Lire la Bible
- N° 5 : Identités juives et modernité
- N° 6 : Juifs parmi les nations
- N° 7 : Langues juives de la diaspora
- N° 8 : Les Juifs et l’engagement politique
- N° 9 : Les Juifs et l’Europe
- N° 10 : Israël-diasporas : interrogations
- N° 11 : Voyages
- N° 12 : Fidélité-infidélité
- N° 13 : Le ressentiment
- N° 14 : Frontières
- N° 15 : Les pères juifs
- N° 16 : Il était une fois l’Amérique : Juifs aux États-Unis
- N° 17 : Figures du retour : retrouver, réparer, renouer